# Per Sandin
Per Gunnar Sandin, tidigare Gustafsson, född 1 april 1962 i Kortedala församling, Göteborgs och Bohus län, är en svensk historiker samt vice ordenskansler tillika sekreterare vid Kungl. Maj:ts Orden.

## Biografi
Sandin har tidigare arbetat på bland annat Armémuseum som enhetschef och vid Livrustkammaren. Han är sedan 2017 kammarherre vid Kungl. hovstaterna. Sandin disputerade 2011 i historia vid Uppsala universitet, med avhandlingen Ett kungahus i tiden: den Bernadotteska dynastins möte med medborgarsamhället c:a 1810–1860.
Sandin är ledamot av Kungl. Sällskapet Pro Patria och sitter i dess direktion. Han är även ordförande i Carl XV:s minne, Sällskap för filantropisk verksamhet sedan 2014 och Karolinska förbundet sedan 2016. Sandin är även ledamot av Kungliga Patriotiska Sällskapet sedan 2013.

## Utmärkelser och ledamotskap
- Carl XVI Gustafs jubileumsminnestecken IV (CXVIG:sJmtIV, 2023) med anledning av Konung Carl XVI Gustafs 50-års regeringsjubileum
- H. M. Konungens medalj i guld av 12:e storleken med Serafimerordens band (Kon:sGM12mserafb, 2024) för förtjänstfulla insatser vid Kungl. Maj:ts Orden och Ceremonistaten[8]
- Kommendör av 1:a graden av Danska Dannebrogorden (KDDO1gr, i samband med danska statsbesöket 2024)
- Kommendör av 1:a klass av Finlands Lejons orden (KFLO1kl, i samband med finska statsbesöket 2022)
- Kommendör av 1:a klass av Isländska Falkorden (KIFO1kl, i samband med isländska statsbesöket 2025)
- Storofficer av Nederländska Oranien-Nassauorden (StOffNedONO, i samband med nederländska statsbesöket 2022)
- Kommendör av 1:a klass av Spanska Civilförtjänstorden (KSpCfO1kl, i samband med spanska statsbesöket 2021)
- Storofficer av Förbundsrepubliken Tysklands förtjänstorden (StOffTyskRFO, i samband med tyska statsbesöket 2021)
- Ledamot av Kungliga Samfundet för utgivande av handskrifter rörande Skandinaviens historia (LSkS)